# Xã Freedom, Quận Portage, Ohio
Xã Freedom (tiếng Anh: Freedom Township) là một xã thuộc quận Portage, tiểu bang Ohio, Hoa Kỳ. Năm 2010, dân số của xã này là 2.843 người.